# ナナカマド
ナナカマド（七竈・花楸樹、学名: Sorbus commixta）は、バラ科の落葉小高木・高木。別名では、オオナナカマド、エゾナナカマド、ヤマナンテン、雷電木ともよばれる。赤く染まる紅葉や果実が美しいので、北海道や東北地方では街路樹や公園樹としてよく植えられている。材はかたく、備長炭の代用になる。

## 名称
「ナナカマド」という和名は、異説がいくつかある。
1. よく知られるのは、「大変燃えにくく、7度竃（かまど）にくべても燃え残る」ということから付けられたという説が広く流布している[12][13][14][7][15][11][16][9]。
2. 「7度または7日間竃で焼くと良質の炭になる」という説もある[14][11]。
3. 「この材で作った食器は7世代も使えるほど強い」という説もある[11]。
4. 「7度竈に入れても炭にならない」という説もある[17]。
5. 「7つの釜いっぱいにできた粥のうち食べきれない分を穴に埋めると、一本の木が生えて赤い実をつけたので、人々がその霊木を『七かまど』といった」という説もある[18][19]。
6. 「この木を植えると四隣七竈に雷火の災いがないので、七竈と名づけられた」という説もある[20][21]。

牧野富太郎は『牧野日本植物図鑑』で本種の項に以下の通り記している。
ただしこれは現実的には正しくないようで、実際にはナナカマドの薪は良く燃えるとの記述もある。例えば『植物名の由来』で中村浩は以下の通り記している。
中村の説によるとナナカマドの木炭は火力が強く、これを作るには7日間炭焼きのかまどに入れておく必要があったため「七日かまど」と呼ばれており、それが詰まってナナカマドになったという。鶴田知也は『草木図誌』で同様に事実を経験として述べ、『名前の由来には別の意味がある』可能性を示唆している。
植物学者の辻井達一は著書『日本の樹木』で、「青森、秋田ではサクラやアズキナシのことをナナカマドと呼ぶことがあり、これらは必ずしも燃えにくい樹ではない。そうなるとナナカマドの名は別の由来があるのかもしれない。」と指摘している。
地方による別名として、オヤマノサンショウ、ヤマエンジュなどともよばれていて、いずれも葉の形状からついた名とみられている。木材としては、カタスギの名でもよばれる。種類としては、小葉が大形のものは、エゾナナカマド、あるいはオオバナナカマドとして区別されることがあるが、米倉浩司・梶田忠「BG Plants 和名－学名インデックス」（YList）ではナナカマドと同種（別名）として扱っている。
ナナカマドは英語で Rowan（ローワン）とよばれるが、ローワンは元々スカンディナヴィア地域の言葉で、古くからイギリスに入ってケルト語系の名として伝わった。ケルト人は、この堅い樹がなかなか燃えないので「灰にならない樹」として神秘的な存在として見立てたといわれている。
学名の属名 Sorbus （ナナカマド属）は、ビールの一種である Cerevicia に基づくともいわれ、その実から酒が造られたことに由来する。

## 分布・下位分類
南千島を含む北海道、本州、四国、九州の冷温帯の山地帯の上部および亜高山帯の林地に自生する。樺太や朝鮮半島などアジア東北部に分布。山地のミズナラ・ブナ林から亜高山の森林限界まで普通に分布する。
北海道や東北地方では、街路に植栽されているものも多く見かけるが、東京以西の低地では暑すぎるため育たない。
なお、高山帯ではナナカマドの実は雷鳥の餌となっている。
本種は以下の3変種に分けられる。それぞれの特徴は#形態・生態の項参照。
ナナカマド Sorbus commixta var. commixta
全国に普通に自生。
サビナナカマド Sorbus commixta var. rufoferruginea
本州以南の東北地方から近畿にかけて時に分布。葉の裏面に褐色の軟毛がある。
ツシマナナカマド Sorbus commixta var. wilfordii
対馬および北陸から山陰にかけて低地から分布。

## 形態・生態
落葉広葉樹。高さ3 - 12メートル (m) の小高木から高木で、山地では普通高さ6 - 10 m程度だが、15 mになるものもある。高地では小低木となることが多い。樹皮は暗灰褐色をしており、横長の細長い皮目があり滑らかで、サクラにやや似る。若い樹皮は褐色から淡褐色で、皮目や横すじが目立つ以外は滑らかだが、成長とともに灰褐色となり、老木では縦に浅く裂けるようになる。一年枝は紅紫色でつやがある。樹形は株立ちで、逆箒形となり、高原ではより低く横に広がる傾向がある。胸高直径は15 - 30センチメートル (cm) になる。
葉は長さ15 - 25 cmの奇数羽状複葉で、長さ3 - 9 cmの側小葉が4 - 7対（または9 - 17枚）向かい合ってつく。小葉は披針形または長楕円状披針形で、先は尖り、幅は1 - 2.5 cm。小葉には細かく鋭い鋸歯または重鋸歯があり、両面ともほぼ無毛。小葉の表面は緑色で、裏面は淡緑色。変種サビバナナカマド（S. commixta var. rufoferruginea）では葉裏の主脈に沿い、に錆色（褐色）の毛が密生する。花序や萼にも褐色の長軟毛が生える。また小葉基部の葉軸上には褐色の毛が生え、これはナナカマド属共通の形質である。変種ツシマナナカマド（S. commixta var. wilfordii）では小葉が4 - 6対と少なくて、形は幅広く短い。葉序は互生する。秋になると紅葉し、全体が色むらのない濃い赤色で、寒い地方ほど色鮮やかに染まる。橙色や赤色に紅葉するものが多いが、黄色くなる個体もあり、それぞれに美しく色づく。
開花時期は初夏の5 - 7月で、白い花を多数咲かせる。花は5枚の花弁からなる6 - 10ミリメートル (mm) の大きさの小花で複散房花序の形をなす。雄蕊は20個で、花柱は3 - 4本。
果期は9 - 10月。果実はナシ状果で、球形で直径5 - 6 mm、光沢のある赤い実を実らせる。実は晩夏から冬まで見られ、葉が落ちても果実は枝に残り、しばしば黒ずんだ果実が冬場でも残っている。実はとても苦いが、冬の寒さの中で糖度が上がって少しずつ苦味は減少し、レンジャクやアトリ、ツグミなどの鳥類の食料となる。
冬芽は枝に側芽が互生し、枝先には仮頂芽がつく。冬芽は先端が尖った長卵形で紅紫色の芽鱗2 - 4枚に覆われ、撮むと樹脂によりしばしば粘る。葉痕は三日月形で、紅紫色の葉柄基部が残って突き出し、維管束痕が5個ある。

## 利用
実や紅葉が美しく、北海道などの北国では庭木や街路樹、公園樹として植栽され、花材としても用いられる。ナナカマドは、花が小さいが穂になって美しいところ、花後の果実の色彩が赤くて美しく冬まで及ぶこと、その実が小鳥の食糧になること、羽状複葉の葉が適度な大きさで形が好まれることなどが、街路樹や庭園樹として人気を呼んでいる。樹はあまり大きくならないので扱いやすく、街路樹では2、3本寄せ植えにしてボリューム感を出すように工夫しているところもある。一方、やや病害虫にかかりやすいことや、寿命がそれほど長くないため、いずれは植え替えが必要になることが短所となる。
材は褐色で堅く細工物に適しており、ろくろ細工の材、彫刻材としても優良である。生木は非常に燃えにくいため薪材に向かないことが知られており、北海道のアイヌもナナカマドが燃えにくいことを利用して、薪木の台として用いたといわれる。樹皮は染料にする。
果実は果実酒にも利用できる。かたい材は備長炭の代用として優れている。生の果実中に存在するソルビン酸はナナカマドの学名より取られた。現在は合成したものが保存料として使用される。

### 食用
果実は、苦みがあるので生食には向かないが、加工して食用に利用できる。砂糖と一緒に焼酎に漬け込み、3か月以上寝かせれば果実酒になる。ナナカマド酒は、淡い琥珀色で、個性的な風味で軽い苦みがある。時に多くとれれば、ジャムに加工できる。日本では実を食用に利用することはごく近年のことであるが、実にも甘いものと、そうでないものがあるとされる。
北ヨーロッパではかなり広く、古くからジャムや果実酒にしている。オウシュウ（ヨーロッパ）ナナカマドの生果実にはパラソルビン酸が 0.4%-0.7% 含まれるが、加熱処理や乾燥でソルビン酸に変わる。「健康食品の安全性・有効性情報」のサイトではヨーロッパナナカマドの新鮮な果実を過剰に摂取することに注意を喚起している。1993年に北海道大学で果実を用いてジャムやマーマレードなどの商品化の研究が行われた。

### 炭
生材は燃えにくいが、乾燥させると燃料として優れている。この材で作られた炭は火力も強く火持ちも良いので、極上品とされている。ナナカマドで作られた堅炭は、備長炭の代用としてウナギの蒲焼きに珍重される。
中村浩は『植物名の由来』で
| この備長のことを記した古書[注 4]には、“備長は木炭の中の上物なり。紫珠及び花鍬樹を極上品とす”という記述がある。 |
と述べている。花鍬樹とはナナカマドを指す漢名である。

## 栽培
植え付けや勢姿剪定は1 - 3月に行われる。カミキリムシの食害を受ける。完熟前に採り播きし、実生にて増やされる。

## 伝承・文化
北欧などで魔よけとされているのは、ナナカマドと同じナナカマド属だが別種のオウシュウナナカマド (European rowan, Sorbus aucuparia L.) である。生木は燃えにくいことから「火除けの木」や「落雷除けの木」として縁起木とされる。
ナナカマドの花言葉は、「慎重」である。

## シンボル
ナナカマドを市町村の木と定めている都道府県は、北海道で最も数が多く人気があり、本州以南では少なくなる。
| 道県   | 支庁                 | ナナカマドを指定する各市町村                 | 備考                                                       |
| ------ | -------------------- | -------------------------------------------- | ---------------------------------------------------------- |
| 北海道 | 宗谷総合振興局       | 猿払村、稚内市、利尻富士町、枝幸町           | 稚内市はサクラ、利尻富士町・枝幸町はエゾマツも指定している |
| 北海道 | 留萌振興局           | 初山別村、苫前町、増毛町                     | -                                                          |
| 北海道 | 上川総合振興局       | 幌加内町、鷹栖町、比布町、旭川市、士別市     | 士別市はアカエゾマツも指定している                         |
| 北海道 | オホーツク総合振興局 | 興部町、紋別市、大空町                       | 大空町はシラカバも指定している                             |
| 北海道 | 後志総合振興局       | 岩内町                                       | -                                                          |
| 北海道 | 石狩振興局           | 新篠津村、江別市                             | -                                                          |
| 北海道 | 空知総合振興局       | 妹背牛町、砂川市、歌志内市、奈井江町、三笠市 | -                                                          |
| 北海道 | 十勝総合振興局       | 清水町、浦幌町                               | -                                                          |
| 北海道 | 釧路総合振興局       | 白糠町、釧路市                               | 釧路市はハシドイとエゾヤマザクラも指定している             |
| 北海道 | 渡島総合振興局       | 鹿部町                                       | -                                                          |
| 北海道 | 胆振総合振興局       | 室蘭市、白老町、苫小牧市、洞爺湖町           | 洞爺湖町はサクラも指定している                             |
| 北海道 | 根室振興局           | 標津町、羅臼町                               | -                                                          |
| 青森県 | 三八地域県民局       | 田子町                                       | -                                                          |
| 秋田県 | 鹿角地域振興局       | 鹿角市                                       | -                                                          |
| 山形県 | 村山総合支庁         | 山形市                                       | -                                                          |
| 福島県 | 会津地方振興局       | 猪苗代町                                     | -                                                          |

- ナナカマドをシンボルに指定している行政区

北海道 ‐ 白石区（札幌市）
- ナナカマドをシンボルに指定していた廃止等市町村

北海道 ‐ 門別町、音別町、常呂町、虻田町、石狩町（石狩市への市制施行前）
青森県 ‐ 十和田湖町
新潟県 ‐ 妙高村

## 近縁種
ナンキンナナカマド Sorbus gracilis灌木性で本州（福島県以南・関東以西）に分布。
タカネナナカマド Sorbus sambucifolia灌木性で高山帯に分布。
ミヤマナナカマド Sorbus sambucifolia var. pseudogracilisタカネナナカマドの変種。
ウラジロナナカマド Sorbus matsumurana全体として小形で、葉の裏面が白い。
オウシュウナナカマド Sorbus aucupariaヨーロッパに分布する。別名、ヨーロッパナナカマド、セイヨウナナカマド。
アメリカナナカマド Sorbus americanaアメリカに分布する。